# Helmut Ehrhardt
Helmut Ehrhardt (* 28. April 1927 in Darmstadt; † 5. Mai 2011 in Kaiserslautern) war ein deutscher Physiker und Hochschullehrer.

## Leben
Ehrhardt wurde 1959 an der Universität Bonn mit der Arbeit Temperaturabhängigkeit der Massenspektren von Kohlenwasserstoffmolekülen und ihre Deutung im Rahmen der statistischen Theorie promoviert, sein Doktorvater war Wolfgang Paul. Anschließend war er Assistent an der Universität Freiburg im Breisgau und wurde dort 1966 habilitiert. 1968 erhielt er eine Professur an der Universität Mainz. Im September 1970 wurde er zum Gründungspräsidenten der Doppeluniversität Trier-Kaiserslautern berufen. Nachdem die Universität Kaiserslautern 1975 eigenständig wurde, blieb Ehrhardt bis 1981 ihr Präsident. Von 1983 bis 1986 war er Mitglied des Wissenschaftsrates, von 1989 bis 1995 Vizepräsident der Deutschen Forschungsgemeinschaft.

## Auszeichnungen
- 1977: Verdienstkreuz am Bande der Bundesrepublik Deutschland
- 1982: Verdienstorden des Landes Rheinland-Pfalz
- 1984: Mitglied der Akademie der Wissenschaften und der Literatur in Mainz
- 2010: Goldplakette der Stadt Kaiserslautern
- Ehrensenator der Technischen Universität Kaiserslautern